# Erik Blennberger
Erik Blennberger, född 7 november 1948, död 3 mars 2018 i Farsta, Stockholms kommun, var en svensk professor, teologie doktor och forskningsledare vid Institutet för organisations- och arbetslivsetik vid Ersta Sköndal högskola (nuvarande Marie Cederschiöld högskola). Han skrev ett flertal böcker om etik. Bland annat medverkade han i LSS-utredningen och var ledamot i Socialstyrelsens etiska råd.